# Taipan-do-interior
Oxyuranus microlepidotus, conhecida como taipan-do-interior, taipan-ocidental, cobra-de-escamas-pequenas, ou cobra-feroz, é uma serpente extremamente peçonhenta (venenosa) do gênero Oxyuranus endêmica da região semiárida centro-oriental da Austrália. Os aborígenes australianos que vivem nessas regiões deram-lhe o nome Dandarabilla. O animal é extremamente rápido e ágil, podendo atacar instantaneamente e com grande precisão, além de aplicar várias mordeduras durante um mesmo ataque e injetar sua peçonha/veneno em todas as mordidas. A espécie foi descrita pela primeira vez por Frederick McCoy em 1879 e depois por William John Macleay em 1882, mas durante os 90 anos seguintes permaneceu um mistério para a comunidade científica. Não foram encontrados mais espécimes e praticamente nada foi adicionado ao conhecimento que se tinha sobre esta espécie até à sua redescoberta em 1972.
A taipan-do-interior é considerada a cobra mais peçonhenta do mundo; com base na dose letal mediana da toxina em camundongos (ratos), sua peçonha, gota-por-gota, possui a maior toxicidade entre todas as serpentes - muito mais do que as serpentes-marinhas- sendo também a mais tóxica dentre os répteis, com base em testes realizados em culturas de células de coração humano. Ao contrário da maioria das serpentes, a taipan-do-interior é uma especialista na caça de mamíferos, pois a sua toxina é especialmente eficaz para matar espécies de sangue quente. Estima-se que uma única mordida é capaz de matar cerca de 100 homens adultos e, se a vítima não for tratada, pode ser fatal em apenas 30 minutos.
Embora seja extremamente peçonhenta e um exímio predador, esta serpente prefere evitar seres humanos em razão de sua natureza tímida e solitária, ao contrário da mais agressiva taipan-costeira. Geralmente, a serpente ataca apenas como mecanismo de defesa ao se sentir ameaçada. A palavra "feroz", num dos seus nomes alternativos, descreve sua peçonha e não o seu temperamento.